# SC Caudry
Der Star Club Caudrésien oder kurz SC Caudry war ein Fußballverein aus der nordfranzösischen Kleinstadt Caudry.

## Geschichte
Gegründet wurde der reine Fußballklub 1903; zu den Gründungsmitgliedern gehörte der damals erst 15-jährige Léonce Bajart, ein später in der Sozialpolitik sowie während der deutschen Besetzung (1940–1944) auch in der Résistance sehr aktiver Bewohner Caudrys. Der Verein schloss sich zunächst der Fédération Cycliste et Athlétique de France (FCAF) an, einem der bis nach dem Ersten Weltkrieg nebeneinander bestehenden nationalen Fußballverbände. Nach dem Gewinn der FCAF-Verbandsmeisterschaft 1909 (siehe unten) wechselte der Star Club Caudry zum wesentlich größeren Konkurrenten Union des sociétés françaises de sports athlétiques (USFSA).
Die Vereinsfarben des SCC, dessen Wappen ein sechszackiger Stern zierte, waren Himmel- und Dunkelblau. Seine Mannschaften trugen ihre Spiele in den ersten drei Jahrzehnten auf einem Rasenplatz neben dem örtlichen Wasserreservoir aus.
Nach Gründung des einheitlichen Landesverbandes FFFA (1919) trat der Star Club diesem bei. 1935 erhielt er vor allem dank des Mäzenatentums seines Vereinspräsidenten ein für die damalige Zeit hochmodernes Stadion mit überdachter Sitztribüne und Rasendrainage, das nach diesem benannt wurde und bis ins 21. Jahrhundert Stade Louis-Sandras heißt. Eingeweiht wurde es mit einem Frauenländerspiel zwischen Frankreich und Belgien. Im März 1987 war es erneut Schauplatz einer internationalen Begegnung, als die Französinnen ihre nordirischen Gegnerinnen mit 2:0 besiegten.
1967 gingen die „Besternten“ des SCC aufgrund einer Fusion mit der US Viesly in der Star Union auf. Diesem neuen Verein, der bis 1972 bestand, gelang es aber nicht, den erhofften Sprung wenigstens in eine überregionale Amateurliga zu verwirklichen. Bereits 1969 wurde in Caudry mit der Entente Sportive de Caudry ein neuer Fußballklub gegründet, der sich selbst als Fortführung seines lokalen Vorgängers betrachtet. Das stadthistorische Museum von Caudry widmete dem Star Club über den Jahreswechsel 2012/2013 eine eigene Ausstellung.

## Ligazugehörigkeit und Erfolge
Sechs Jahre nach seiner Gründung stand der SC Caudry im Endspiel um die französische Meisterschaft der FCAF; darin besiegte er die AS Alfortville mit 4:2. Zu einem anschließenden Entscheidungsspiel um die Trophée de France gegen den Titelträger des katholischen Sportverbands FGSPF, die Bons Gars Bordeaux, kam es nicht – beiden Vereinen waren die Fahrtkosten zu hoch. 1914 gewann der Star Club die Meisterschaft der regionalen zweithöchsten Liga der USFSA (Division Nord B) und nach dem Krieg von 1923 bis 1926 viermal in Folge diejenige der FFFA (Division d’Honneur Nord B).
Als die FFFA bald nach der Einführung des Berufsfußballs (1932) beschloss, 1936/37 unterhalb von erster und zweiter Division eine dritte professionelle Liga einzurichten, bewarb sich Caudry um die Teilnahme und fand zusammen mit neun weiteren, ausschließlich nordfranzösischen Mannschaften, darunter US Tourcoing, Racing Arras, SC Abbeville und FC Dieppe, Berücksichtigung. Im Abschlussklassement belegte der Star Club den siebten Rang; die „bescheidenen Zuschauerzahlen“ in der damals 13.000-Einwohner-Stadt ermöglichten auch keine namhaften Verstärkungen. Seine Spieler erhielten ein Einkommen, das sich aus einem Festbetrag von monatlich 200 Francs – einem Zehntel des seinerzeit von der FFFA erlaubten Maximums – und Punktprämien (25 Francs für ein Unentschieden, 30 für einen Sieg) zusammensetzte. Deshalb mussten sie sämtlich weiterhin einem Brotberuf nachgehen. Diese dritte Liga wurde nach nur einem Jahr wieder eingestellt, und der SCC trat anschließend wieder als Amateurteam in der regionalen Division d’Honneur an, die bis 1948 die dritthöchste Spielklasse in Frankreich war.
Im 1917 eingeführten Landespokalwettbewerb erreichte Caudry dreimal die Hauptrunde, kam dabei aber jeweils über das Zweiunddreißigstelfinale nicht hinaus. 1922/23 scheiterte er darin an Racing Calais (0:2) und 1933/34 am Le Havre AC (1:5), zwang aber 1935/36 immerhin den seinerzeitigen Erstdivisionär SC Fives in die Verlängerung und nach deren unentschiedenem Ende in ein Wiederholungsspiel, in dem sich der klassenhöhere Kontrahent dann vor eigenem Publikum mit 6:0 durchsetzte.

## Bekannte ehemalige Spieler
Der aus dem Nachbardorf Beaumont-en-Cambrésis stammende Émilien Méresse (1915–2000), später Profi bei SC Fives und Olympique Lille, 1936 einmal in der französischen A-Nationalelf eingesetzt, begann mit dem Vereinsfußball beim Star Club. Nach Beendigung seiner Spielerkarriere kehrte er als Trainer für einige Zeit zur US Viesly in seine Herkunftsregion zurück. Auch Louys Wojtkowiak und Paul Cathelain spielten in Caudry, bis sie 1936 von Racing Paris für dessen Profiteam verpflichtet wurden. Wojtkowiak (häufig nur Louys genannt) gewann mit diesem Verein drei Jahre später die Coupe de France. Überhaupt galt der SCC in den 1930ern „ein bisschen als der Kindergarten von Racing“.